# 가미군

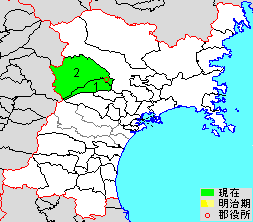
미야기현 가미군의 위치 (1.시카마정 2.가미정)

가미군(일본어: 加美郡)은 일본 미야기현(무쓰국·리쿠젠국)의 군이다.
인구 26,261명, 면적 569.95km², 인구밀도 46.1명/km².(2025년 3월 1일, 추계인구)
이하 2정으로 구성된다.
- 시카마정(色麻町)
- 가미정(加美町)

## 군역
1878년 행정 구역으로 발족 이후, 군역은 위의 2정에서 변경되지 않았다.

## 역사
나라 시대에 속일본기에 가미군(賀美郡)으로서 기록된다. 그 후 시카마군을 합쳐 에도 시대에 가미 군에서 가미군(加美郡)으로 개칭하였다.
- 1871년
  - 8월 29일 - 폐번치현과 함께 센다이현 관할이 됨.
  - 12월 13일 - 부현 통합으로 이치노세키현 관할이 됨.
- 1872년
  - 1월 22일 - 이치노세키현이 미즈사와현으로 개칭.
  - 2월 16일 - 미야기현 관할이 됨.
- 1878년 10월 21일 - 군구정촌 편제법이 미야기현에서 시행되면서, 행정 구역으로서의 가미군이 발족.

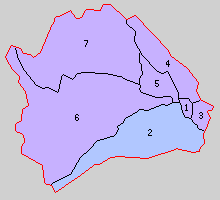
1.나카니다정 2.시카마촌 3.나루세촌 4.히로하라촌 5.가미이시촌 6.오노다촌 7.미야자키촌 (보라:가미정 파랑:시카마정)

- 1889년 4월 1일 - 정촌제 시행으로, 아래의 정촌이 발족. 따로 적은 경우 외는 현 가미정.(1정 6촌)
  - 나카니다정(中新田町))
  - 시카마촌(色麻村): 현 시카마정
  - 나루세촌(鳴瀬村)
  - 히로하라촌(広原村)
  - 가미이시촌(賀美石村)
  - 오노다촌(小野田村)
  - 미야자키촌(宮崎村)
- 1943년 2월 11일 - 오노다촌이 정제 시행으로 오노다정(小野田町)이 됨.(2정 5촌)
- 1954년
  - 7월 1일 - 미야자키촌·가미이시촌이 합병하여, 미야자키정(宮崎町)이 발족.(3정 3촌)
  - 8월 1일 - 나카니다정·나루세촌·히로하라촌이 합병하여, 새로이 나카니다정이 발족.(3정 1촌)
- 1978년 4월 1일 - 시카마촌이 정제 시행으로 시카마정(色麻町)이 됨.(4정)
- 2003년 4월 1일 - 오노다정·나카니다정·미야자키정이 합병하여, 가미정(加美町)이 발족.(2정)

## 참고 문헌
- 《가도카와 일본 지명 대사전》 편집위원회, 편집. (1979년 12월 1일). 《가도카와 일본 지명 대사전》. 4 미야기현. 가도카와 쇼텐. ISBN 4040010302.